# Patricia Obee
Patricia Obee est une rameuse canadienne née le 31 octobre 1991 à Victoria. Elle a remporté avec Lindsay Jennerich la médaille d'argent du deux de couple poids légers féminin aux Jeux olympiques d'été de 2016 à Rio de Janeiro.